# فيض محمد كاتب
فيض محمد كاتب هزاره ولد في ولاية غزني، أفغانستان، مؤرخ ومفكر، موظف حكومي ("كاتب") في بلاط عبد الرحمن خان (1880-1901)، حبيب الله خان (1901-1919)، وأمان الله خان (1919-1929). كان من الهزارة، مؤلفًا لتاريخ أفغانستان (سراج التوارخ) في خمسة مجلدات، بالإضافة إلى أعمال أخرى بما في ذلك سيرة حبيب الله شاه. شارك في الحركة الدستورية الوليدة، الأمر الذي أدى إلى سجنه لفترة وجيزة.